# Michel Aoun
Michel Aoun, pronuncia libanese: [miˈʃaːl ʕawn, miˈʃɛl-, -ʕoːn]; in arabo ميشال عون‎?, Michel ʿAwn (Haret Hreik, 30 settembre 1933), è un generale e politico libanese.
È stato presidente del Libano dal 31 ottobre 2016 al 30 ottobre 2022; aveva ricoperto questa carica ad interim dal 22 settembre 1988 al 13 ottobre 1990.

## Biografia

### Carriera militare
Figlio di un macellaio in una modesta famiglia maronita libanese, studiò all'École d'application d'artillerie di Chalons-sur-Marne nel 1958-1959, nel 1958 divenne ufficiale di artiglieria nell'esercito libanese, nel 1966 frequentò un corso a Fort Sill in Oklahoma e si diplomò all'École supérieure de guerre a Parigi nel 1980.
Nel 1980 venne nominato capo della Brigata della Difesa, che era di stanza lungo la Linea Verde che separava la Beirut occidentale  da quella orientale. Divenne generale di brigata nel 1982 durante la prima guerra del Libano.
Nel settembre 1983, durante la guerra civile libanese, Aoun era un generale di brigata (ʿAmīd) che guidava l'8ª Brigata di fanteria meccanizzata, prevalentemente, ma non esclusivamente, cristiana. L'ottava brigata ha contribuito a proteggere il campo profughi palestinese di Borj al-Barājine dal sinistro destino di Sabra e Shatila.

#### La battaglia di Suq el-Gharb
La brigata di Aoun combatté contro i drusi pro-siriani e le milizie palestinesi nella battaglia di Suq el-Gharb, stabilendo fermamente le proprie capacità operative.
Suq el-Gharb aveva un ruolo di spicco negli anni della guerra civile, ma durante questo particolare periodo la città attirò l'attenzione di tutto il mondo a causa del coinvolgimento della Marina degli Stati Uniti nella guerra di montagna. Al 31 agosto 1983, le forze di difesa israeliane (IDF) si ritirarono unilateralmente dal distretto di Shuf situato a sud-est di Beirut, rimuovendo così il cuscinetto tra le milizie druse e i cristiani maroniti delle Falangi Libanesi e innescando un altro giro di combattimenti brutali. A settembre, i Drusi avevano sconfitto le FL in una serie di operazioni e avevano acquisito il controllo di gran parte dello Shuf. Tuttavia, fu l'esercito libanese ufficiale, fedele al governo del presidente Amin Gemayel, che costituì una forza di blocco a Suq el-Gharb nel settembre 1983, contrastando il percorso delle milizie musulmane libanesi verso il palazzo presidenziale nel distretto di Baabda, e nei distretti urbani a controllo cristiano di Beirut est. Baabda si trovava sull'autostrada Beirut-Aley-Damasco e tutte le forze della milizia che avanzavano da sud dovevano passare attraverso Suq el-Gharb per entrare nella strada Beirut-Aley. Inoltre, Suq el-Gharb controllava una cresta che dominava i principali quartieri di Beirut est, di Baabda e Yarze, dove erano situati rispettivamente il Palazzo presidenziale e il complesso del Ministero della Difesa libanese.
L'ottava brigata fu schierata per riconquistare queste posizioni con la forza strappandole alle milizie palestinesi e druse, sostenute dai carri armati dell'esercito siriano e dall'artiglieria.
Il comandante in capo dell'esercito libanese, il tenente generale Ibrahim Tannous, cercò di coinvolgere gli statunitensi, insistendo sul fatto che avrebbero dovuto farlo, dal momento che i siriani sostenevano le milizie antigovernative. Inizialmente, gli statunitensi rifiutarono, ma alla fine furono d'accordo quando fu loro detto che Suq el-Gharb rischiava di essere invasa. L'incrociatore missilistico a propulsione nucleare USS Virginia, la fregata USS Bowen, i cacciatorpediniere USS John Rodgers e USS Arthur W. Radford spararono 338 colpi dai loro cannoni navali da 127 mm a sostegno delle unità dell'esercito libanese per difendere Suq el-Gharb. Alla fine, l'ottava brigata guidata da Aoun sopportò il peso degli attacchi e riuscì a mantenere il controllo della città dopo tre giorni di pesanti combattimenti. L'ottava brigata difese strenuamente un fronte di 15 miglia, respingendo numerosi tentativi d'impadronirsi del resto delle zone cristiane. Tuttavia rimane l'interrogativo se l'azione sarebbe riuscita senza il sostegno navale statunitense. Sfortunatamente, gran parte della città fu lasciata in rovina al termine delle ostilità.

### Primo Ministro e Presidentead interim
Appoggiato anche dalla comunità musulmana, nel 1984 è stato nominato da Gemayel generale (ʿImād) e Capo di Stato maggiore della Difesa.
Il 22 settembre 1988, nelle fasi terminali della guerra civile libanese, Michel Aoun, da 4 anni comandante in capo delle forze armate libanesi, ha formato un governo militare osteggiato dalla Siria e da altre fazioni combattenti. Questo suo incarico gli venne affidato dal presidente del Libano Amin Gemayel, dopo il licenziamento dalla carica di Selim al-Hoss, quando il mandato di Gemayel stava per scadere; oltre a questo Amīn nominò sei ufficiali, tre cristiani e tre musulmani, che avrebbero dovuto essere agli ordini di Aoun.
Aoun assunse inoltre alla scadenza del mandato di Amin Gemayel, la carica ad interim di presidente del Libano dal settembre 1988 al novembre 1989.
La controversa decisione vide l'ascesa di due governi rivali che si contendevano il potere in quel momento, uno del generale Aoun e l'altro del primo ministro Selim al-Hoss che, sostenuto dalla Siria e dai suoi alleati locali, aveva dichiarato non valido il suo licenziamento. Questi due governi (uno civile e principalmente musulmano guidato da al-Hoss, l'altro militare e cristiano guidato da Michel Aoun in qualità di Primo Ministro) si dividevano il controllo della capitale: a Beirut ovest comandava al-Hoss mentre a Beirut est era il militare a governare.
La mossa di Gemayel fu di dubbia validità, poiché violò il Patto Nazionale del 1943, che riservava la posizione di primo ministro a un musulmano sunnita. Gemayel sosteneva, tuttavia, che poiché il Patto Nazionale riservava anche la presidenza a un cristiano maronita, e poiché il Primo Ministro assume i poteri e i doveri del Presidente in caso di vacanza, sarebbe stato opportuno affidare temporaneamente tale carica a un maronita. Gemayel fece riferimento al precedente storico del 1952, quando il generale Fu'ad Shihab, un cristiano maronita, venne nominato primo ministro di un governo di transizione in seguito alle dimissioni del presidente Bishara al-Khuri.

### In lotta con la Siria
Per più di un anno Aoun combatté contro l'esercito siriano per cacciarlo dal Libano e per fare questo si fece aiutare dall'Iraq, lo storico nemico della Siria, accettando armi e altri rifornimenti. Pur essendo cristiano maronita Aoun non esitò a entrare in conflitto con la milizia cristiana di destra "Forze Libanesi", capitanata dai seguaci del clan Gemayel, quando essa cercò di mettersi di traverso rispetto al suo progetto politico-militare di ricostituzione dell'autorità statale libanese.
Il 14 marzo 1989, la Siria si vendicò del tentativo di Aoun e l'artiglieria siriana bombardò il palazzo presidenziale e il Ministero della Difesa. Percependo un momento cruciale della guerra civile che infuriava in Libano dal 1975, Aoun dichiarò una "guerra di liberazione" contro l'esercito siriano. Quest'ultimo era più numeroso e godeva di una riserva strategica più profonda delle forze armate libanesi (all'epoca circa 40.000 truppe siriane erano in Libano). Le forze armate libanesi tuttavia erano meglio equipaggiate e addestrate e furono abilmente guidate da Aoun controllando anche posizioni strategiche chiave. Esse potevano contare sul sostegno della popolazione locale. Nei mesi successivi l'esercito di Aoun e i siriani si scambiarono fuoco di artiglieria a Beirut e in altre aree. A settembre, Aoun accettò un cessate il fuoco mediato dalla Lega araba.
Nell'ottobre 1989, i membri dell'Assemblea nazionale libanese s'incontrarono per redigere l'Accordo di Ta'if nel tentativo di risolvere il conflitto libanese. Questo accordo è stato successivamente rivelato essere stato preparato due anni prima da Rafiq al-Hariri. Aoun si rifiutò di partecipare, denunciò i politici che lo fecero come traditori ed emanò un decreto di scioglimento dell'assemblea. Dopo che l'Accordo di Ta'if fu firmato nonostante la sua opposizione, Aoun lo denunciò ulteriormente per non aver fissato una data per il ritiro dell'esercito siriano dal Libano. Dopo aver firmato l'accordo di Ta'if, l'assemblea nazionale si riunì a novembre 1989 ed elesse René Moawad presidente della Repubblica. Nonostante la forte pressione della Siria per licenziare Aoun, Moawad non cedette e la sua presidenza terminò 17 giorni dopo quando fu assassinato.
Elias Hrawi venne eletto al suo posto. Dopo aver assunto l'incarico di presidente, Hrawi nominò il generale Émile Lahoud comandante dell'esercito e ordinò ad Aoun di uscire dal palazzo presidenziale. Aoun respinse il suo licenziamento e per quasi un anno si fronteggiarono due amministrazioni rivali.
Alla fine i siriani ottennero tacitamente il sostegno del governo americano guidato da George H. W. Bush in cambio della loro partecipazione alla coalizione contro l'Iraq nella prima guerra del Golfo. L'invasione del Kuwait da parte di Saddam Hussein aveva fatto coalizzare il mondo occidentale e diversi Paesi arabi (tra cui la Siria) contro il suo principale alleato.
Il 13 ottobre 1990, le forze siriane invasero le roccaforti di Aoun, incluso il palazzo presidenziale di Ba'abda, uccidendo centinaia di soldati e civili libanesi.

### Esilio e ritorno in patria
Con l'ingresso a Beirut delle truppe siriane della FAD, Aoun si vide costretto a rifugiarsi nell'ambasciata francese di Beirut e ad andare in esilio. Le possibilità di Aoun di ricostruire un Libano stabile e indipendente si infransero. Aoun visse a Parigi per 15 anni.
Aoun tornò in Libano il 7 maggio 2005, undici giorni dopo il ritiro delle truppe siriane dal paese e fondò e guidò il Movimento Patriottico Libero (MPL), (in arabo التيار الوطني الحر‎?, al-Tayyār al-waṭanī al-ḥurr) che contestava la Rivoluzione dei cedri, e insieme a Hezbollah e Amal si oppose alla maggioranza parlamentare antisiriana che reggeva l'esecutivo guidato da Fouad Siniora.
Nel 2006, come capo dell'MPL, ha firmato un memorandum d'intesa con Hezbollah, dando inizio a una grande alleanza che è rimasta attiva da allora. Aoun fu eletto in parlamento insieme ad altri 14 membri del partito.
Durante la crisi politica che colpì il Libano tra il 2007 e il 2008, in cui per diversi mesi non si riuscì ad eleggere il nuovo Presidente della Repubblica, Aoun si autocandidò per ricoprire tale carica, ma questa possibilità non venne mai presa seriamente in considerazione dall'ambiente politico libanese che preferì il Capo di Stato maggiore Michel Suleiman.
L'11 luglio 2008, il partito di Aoun riuscì ad entrare nel governo libanese con Issam Abu Jamra come vice Primo Ministro, Gebran Bassil come ministro delle Telecomunicazioni e Mario Aoun come ministro degli Affari Sociali. È stata la prima partecipazione dell'MPL a qualsiasi governo libanese.
Il 3 dicembre 2008 Michel Aoun effettuò una visita ufficiale in Siria dove venne ricevuto dal presidente Bashār al-Asad. Durante la conferenza stampa, tenutasi il giorno stesso, Aoun dichiarò che voleva costruire il futuro insieme alla Siria e lasciarsi il passato alle spalle. La visita e la dichiarazione di Aoun si possono considerare storiche se si esaminano i suoi precedenti rapporti con la Siria. Nel 2008 il suo partito entrò al governo con 5 ministri.
Nelle elezioni del 2009 la sua coalizione filosiriana "Alleanza 8 marzo" con Hezbollah e Amal perse le elezioni. Il suo partito ottenne comunque 19 seggi ed entrò nel governo di unità nazionale. Il Movimento Patriottico Libero nominò tre ministri: il Ministero delle Telecomunicazioni, il Ministero dell'Energia e dell'Acqua e il Ministero del Turismo.
Nel corso del 2010 rafforzò i suoi legami con Hezbollah, al quale non fece mancare sostegno politico e morale durante la querelle riguardante il Tribunale Speciale per il Libano, che denunciò come lo strumento dell'influenza USA e israeliana. Rinsaldò anche i legami con il partito (ex-milizia) Marada, creato dall'Ex-Presidente della Repubblica Suleiman Frangieh, un altro leader cristiano maronita critico con le Falangi dei Gemayel e alle Forze libanesi di Geagea.
Il 12 gennaio 2011, in una mossa orchestrata dalla casa di Aoun a Rabīʿeh, il governo Hariri fu rovesciato dalle dimissioni dei ministri del Movimento Patriottico Libero e dei loro alleati. Il 13 giugno 2011, un nuovo governo guidato dal Primo Ministro Najib Mikati vide la luce ed in esso il blocco parlamentare di Aoun assunse 10 ministeri.
Ad aprile 2013 il blocco parlamentare del generale Aoun riuscì a concludere un accordo su una nuova legge elettorale proporzionale. Questo accordo fu tuttavia rotto da uno dei partiti (le Forze Libanesi) e le successive elezioni parlamentari rimasero programmate con la legge elettorale del 1960 modificata.
Nel maggio dello stesso anno nelle elezioni parlamentari programmate per settembre 2014, il blocco parlamentare del generale Aoun èfu l'unico ad opporsi alla decisione della classe politica dell'epoca di rinnovare il mandato del parlamento per un anno. Anche nel novembre 2014, con le elezioni parlamentari che vennero fissate a giugno 2017, i deputati del Movimento Patriottico Libero si opposero alla decisione di rinnovare il mandato del parlamento per tre anni.
L'8 luglio 2015 centinaia di sostenitori dell'MPL si radunarono a Beirut per denunciare la decisione del Primo Ministro sunnita Tammam Salam d'imporre la modifica del meccanismo decisionale all'interno del governo in assenza di un presidente cristiano maronita. Il 12 agosto dello stesso anno avvennero nuove manifestazioni, sempre per denunciare la mancanza di equilibrio nel meccanismo decisionale del governo tra cristiani e musulmani, nonché per la crisi dei rifiuti e il boicottaggio di una parte della classe politica per l'elezione di un presidente forte.
Nel settembre 2015, Aoun ha sponsorizzato la candidatura di suo genero, il ministro degli Esteri Gebran Bassil, al ruolo di comando del Movimento Patriottico Libero. Bassil è stato eletto per acclamazione dopo che il suo contendente principale, il deputato Alain Aoun (nipote di Michel), si era ritirato dalla corsa.

### Candidatura alla presidenza
Aoun presentò la sua candidatura alla carica di Presidente con Samir Geagea, Suleiman Frangieh Jr. e Henri Helou come i principali candidati rivali.
Il leader delle Forze Libanesi Samir Geagea e Michel Aoun diedero una svolta storica nelle relazioni tra cristiani libanesi quando l'ex candidato alla presidenza ha approvato ufficialmente la candidatura di Aoun alla presidenza. L'approvazione di Geagea di Aoun costituì la prima volta che i due principali partiti cristiani del paese si riunirono su una questione così cruciale dopo decenni di animosità.
In una conferenza stampa dal quartier generale delle FL a Maarab, dove aveva incontrato Aoun poco prima, Geagea ha letto un'intesa in 10 punti che sintetizzava i punti chiave della dichiarazione di intenti tra le Forze Libanesi ed il Movimento Patriottico Libero alcuni dei quali comprendevano:
- l'impegno per l'attuazione degli Accordi di Ta'if;
- l'interruzione del flusso di armi e militanti attraverso il confine libanese-siriano in entrambe le direzioni;
- la ratifica di una nuova legge elettorale ed il rispetto delle risoluzioni internazionali;
- l'adozione di una politica estera indipendente che garantisca gli interessi del Libano e sia conforme al diritto internazionale.

L'approvazione ufficiale da parte di Geagea della nomina di Aoun ha dato una spinta significativa all'offerta presidenziale dell'ex generale, ma in quel momento non era ancora chiaro come il Movimento il Futuro di Sa'ad Hariri avrebbe reagito a questa iniziativa. Prima del suo arrivo nel quartier generale delle FL, Aoun ha incontrato il patriarca maronita Bechara Boutros Raï, che ha ripetutamente espresso il suo sostegno a iniziative volte a rompere lo stallo presidenziale. All'inizio della giornata, Rai aveva incontrato anche l'ex Primo Ministro e capo del blocco parlamentare del Movimento il Futuro Fouad Siniora. Dopo l'incontro con il patriarca, Siniora ha sottolineato la necessità di eleggere un presidente che goda del sostegno di tutte le fazioni libanesi.
Geagea si oppose quando il suo alleato Hariri propose Suleiman Frangieh, Jr. del Movimento Marada per la presidenza. Aoun, d'altra parte, non mostrò segni di voler rinunciare alle sue ambizioni presidenziali in favore di Frangieh, un alleato di lunga data di Hezbollah. Per settimane Hezbollah rimase in silenzio sulla proposta soluzione di Hariri, mentre Frangieh cercava di ottenere il sostegno dei suoi alleati, rompendo finalmente il silenzio mediatico il 29 dicembre 2015 e ribadendo dalla sede del patriarcato maronita il proprio sostegno alla candidatura presidenziale di Aoun.
Il 20 ottobre 2016, Sa'ad Hariri decise di dichiarare pubblicamente il suo sostegno e quello del suo blocco parlamentare alla candidatura di Michel Aoun alla presidenza. Questo supporto aumentò enormemente le possibilità di Aoun di essere eletto presidente durante la sessione parlamentare prevista per il 31 ottobre successivo

### Presidente del Libano
Dopo 45 tentativi falliti di ottenere un quorum parlamentare per le elezioni presidenziali da parte del parlamento libanese, l'Assemblea Nazionale si è riunita sotto la guida del presidente Nabih Berri e come previsto il 31 ottobre 2016, il fondatore del Movimento Patriottico Libero venne eletto presidente del Paese dopo che la carica era rimasta vacante e ricoperta ad interim da 29 mesi.
Aoun prestò rapidamente giuramento come presidente e dopo la sessione parlamentare fu portato al palazzo presidenziale nel sobborgo sud-orientale di Baabda a Beirut, tornandovi esattamente 26 anni dopo essere stato costretto dalle forze siriane ad abbandonarlo come comandante dell'esercito, Primo Ministro e Presidente ad interim.
Il primo ministro libanese Tammam Salam presentò le dimissioni del suo governo quasi immediatamente il 18 dicembre successivo. Si prevedeva che il neo-presidente avrebbe designato il leader del Movimento il Futuro Sa'ad Hariri come Primo Ministro dopo le consultazioni parlamentari vincolanti. Questo in relazione all'accordo che ha portato all'elezione di Aoun. Hariri ha affermato che il suo sostegno ad Aoun fosse l'unico modo per porre fine alla crisi politica che aveva portato le istituzioni statali pericolosamente vicino al collasso.
Nell'agosto 2017, Aoun ha firmato la prima legge sulla protezione degli animali del paese, garantendo che gli animali domestici e selvatici siano legalmente protetti dagli abusi.
Alle elezioni del 6 maggio 2018, le prime da nove anni, il suo partito MPL ottenne il 15,72% divenendo così il primo partito del paese e conquistando 29 seggi in parlamento mentre la coalizione "8 marzo" risultò vincitrice con circa 70 seggi su 128.
A seguito delle elezioni Aoun conferì il mandato a Sa'ad Hariri di formare un nuovo governo. Solo dopo circa nove mesi Hariri e le forze politiche in parlamento trovarono un accordo per il nuovo governo che entrò in carica alla fine di gennaio 2019.
La crisi economica provocò una serie di proteste nel paese e il 29 ottobre il primo ministro Hariri si dimise. Aoun affidò l'incarico al sunnita Hassan Diab, che il 19 dicembre 2019 venne eletto dalla sola maggioranza dell'Alleanza 8 marzo.
Il suo mandato presidenziale è terminato ufficialmente, all'età di 89 anni, il 31 ottobre 2022 dopo 6 anni in carica, senza designazione di successori.

### Vita privata
Michel Aoun è sposato con Nadia Al Chami. Hanno tre figlie: Mireille, Claudine e Chantal.